# ルワンダの音楽
ルワンダの音楽（ルワンダのおんがく、Music of Rwanda）は、ルワンダの民族音楽の伝統、現代の東アフリカのアフロビートのほか、コンゴのンドンボロ、ヒップホップ・ミュージック、リズム・アンド・ブルース、ゴスペル音楽、ポップ・バラードなど、さまざまな西洋のジャンルのパフォーマーが含まれる音楽。

## 伝統音楽

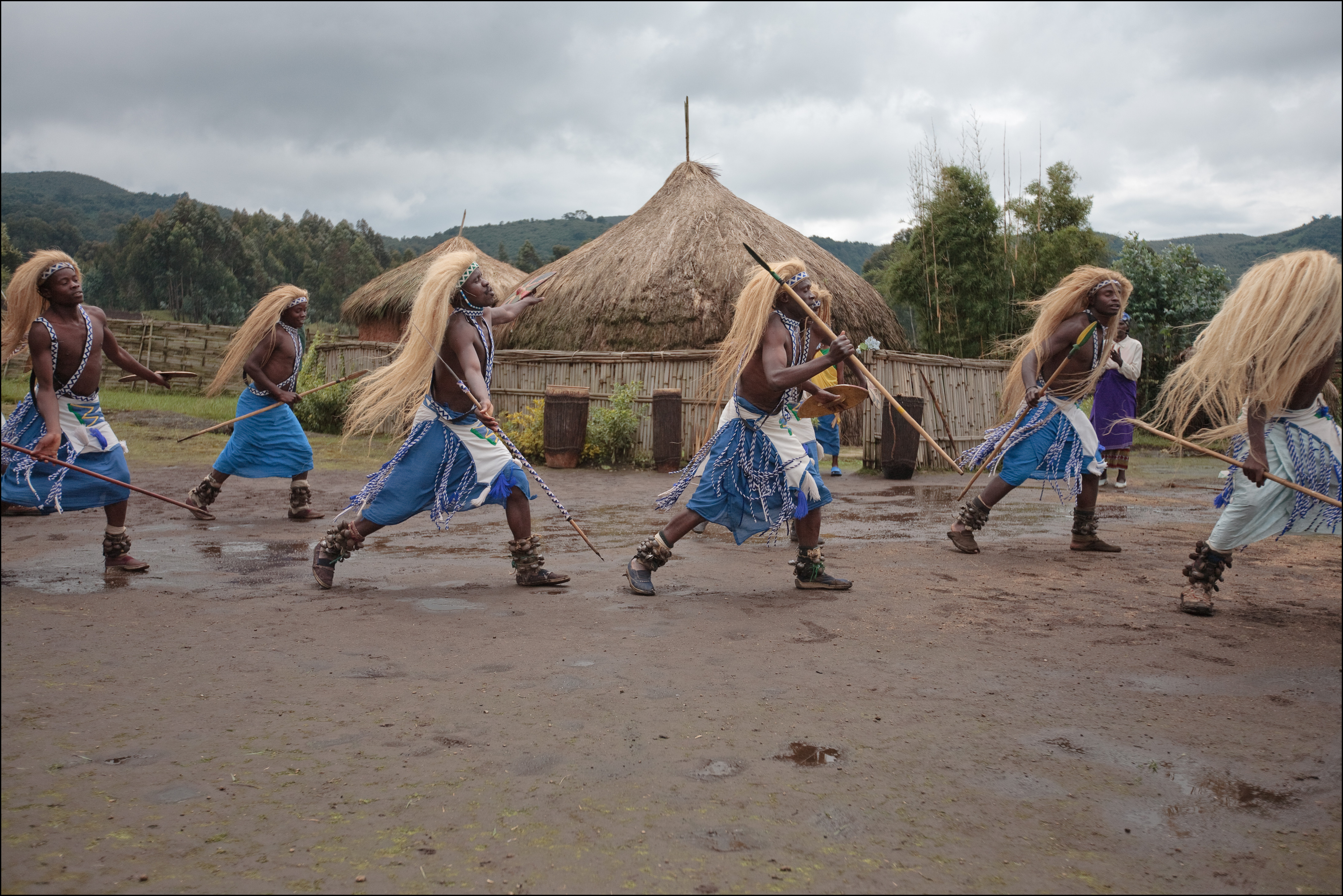
トゥワダンサー

全国各地にある「アマトレロ」ダンスグループでは、伝統的な音楽とダンスが教えられている。これらの中で最も有名なのは、国際的なイベントでルワンダを代表するために1970年代初頭に作成されたバレエ・ナショナル・ウルケレザである。また、アマシンビ・ナマコンベやイリンディロなどの舞踊団も有名であった。
イキニンバは、おそらくルワンダで最も尊敬されている音楽の伝統である。ンゴマ、イケンベ、イニンギリ、ウムドゥリ、イナンガなどの楽器に合わせて、ルワンダの英雄や王の物語を語るダンスである。竪琴に似た弦楽器であるイナンガは、ルジンディリ、セバトゥンジ、ルウィシュラ、シンパリンゴマ、セントレ、キルス、ソフィー、ヴィアトゥール カバリラ、シモン ビキンディなど、ルワンダの最も有名な演奏家の多くが演奏してきた。
ジャン＝ポール・サンプトゥは、彼のグループであるインゲリと共に、ネオトラディショナルなルワンダ音楽の演奏で、2003年に「最も刺激的なアーティスト」と「最優秀伝統的アーティスト」の2つのコラ賞(アフリカ グラミー賞) を受賞した。このグループは、平和と和解というキリスト教のメッセージを世界に広め、ルワンダの多くの孤児のために募金活動を行っている。2007年、サンプトゥはミゼロ・チルドレン・オブ・ルワンダとして知られるこれらの孤児12人をアメリカとカナダのツアーに連れてきた。シプリアン・カゴロラは、2005年のコラ・アワードの「ベスト・トラディショナル・アーティスト」部門にノミネートされた。彼はルワンダで最も有名な男性ボーカリストの1人である。

## 現代アーティスト
植民地時代以降、ルワンダは、イメナ、ニャンピンガ、レ・8・アンジュ、レ・フェローズ、インパラ、アバマルング、ロス・コンパニョン・デ・ラ・シャンソン、ビサ、インゲンジ、イシボ・イシャクウェなどの人気のローカル・バンドを生み出した。彼らはアフリカ全土、特にコンゴやカリブ海のズークやレゲエから影響を受けた。
社会的・軍事的不安と暴力により、多くのルワンダ人が20世紀後半に海外に移住し、自国の音楽をブリュッセルやパリなどの都市にもたらした。長年にわたり、ルワンダ系ベルギー人のセシル・カイレブワは、間違いなく最も国際的に有名なルワンダのミュージシャンであった。彼女は今でもルワンダのラジオ局で定期的に演奏されている。  1990年代後半には、ルワンダ系カナダ人のコルネイユとジャン=ポール・サンプトゥが登場した。
ルワンダの大虐殺により、ルワンダ国内での音楽制作が一時的に中断された。近年、ルワンダの若者を中心に音楽が徐々に国に戻ってきている。カミチ、アイメ・ムレフ、マニ・マーティン、トム・クローズ、アーバン・ボーイズ、ミス・ジョジョ、キング・ジェームス、ノウレス、ドリーム・ボーイズ、キトコ、ライダーマン、ミス・シャネルなどの名前を含む新しいスターのクロップが登場した。

## 地元の音楽産業
ルワンダの音楽産業は徐々に成長し、専門化が進んでいる。キガリ・アップ! やプリムス・グマ・グマ・スーパー・スターなどの音楽コンペティションのテレビ番組、メディなどのアーティストは現在、ルワンダの音楽を次のレベルに引き上げている。